# (464153) 2014 YO22
(464153) 2014 YO22 es un asteroide perteneciente al cinturón de asteroides, descubierto el 3 de septiembre de 2013 por el equipo Spacewatch desde el Observatorio Nacional de Kitt Peak (Arizona, Estados Unidos).